# 内山敏
内山 敏（うちやま つとむ、1909年6月9日 - 1982年?）は、日本の翻訳家。本名・山内俊雄。
国際政治について多くの翻訳をおこなった。

## 来歴
福島県生まれ。
父の親友の息子が本多修郎。
第二高等学校卒、1932年東京帝国大学哲学科卒業。
早川書房で『悲劇喜劇』編集長のほか、読売新聞外報部に勤務。
遺産全額を読売光と愛の事業団に寄付し、「山内基金」として盲学校などに寄付されている。

## 著書
- 『反戦作家群像』（同友社） 1948
- 『双頭の鷲は地に墜つ ロシア革命史話』（蒼穹社） 1948
- 『アナトオル・フランス』（日本評論社、新文化叢書） 1949
- 『ロシヤ革命夜話』（万里閣） 1951
- 『フランスの知識人と政治』（門脇書店、新書ミール） 1955
- 『歴史のつくられる日 ロシア革命物語』（三一新書） 1955
- 『フランス現代史』（岩波新書） 1958

## 共編
- 『現代世界人名辞典』（蝋山芳郎共編、合同出版社、合同新書） 1958

## 翻訳
- 『獄中からの手紙』（エルンスト・トルラア、芝書店） 1936
- 『モスクワ芸術座の回想』（ニエミロヴイツチ・ダンチエンコ、テアトロ社） 1939
- 『支那の三人姉妹』（コーネリヤ・スペンサー、改造社） 1939
- 『愛國者』（パール・バツク、改造社） 1939.5
- 『パデレフスキ自伝』（ジャン・パデレフスキ、河出書房） 1940
- 『さかさま人生』（フレデリック・カレンティー、高山書院、高山叢書） 1940
- 『人間と仮面 シャリアピン自伝』（シャリアピン、久保和彦共訳、報国社） 1940
- 『蚤の歌 シャリアピンの生涯』（シャリアピン、久保和彦共訳、報国社） 1941
- 『天使』（パール・バック、改造社） 1941
- 『アメリカとロシアの心理分析 歴史心理学の一研究』（ジョン・グールド・フレッチア、万里閣） 1942
- 『シバ神の四つの顔 アンコールの遺蹟を探る』（R・J・ケーシイ、南方出版社） 1942
- 『アナトオル・フランス伝』（シャンクス、梁塵社） 1943
- 『人間の成長のために 原子時代の世界観』（オーヴァストリート、新人社、生活指針叢書） 1950
- 『深夜の日記』（ジャン・ゲーノ、三一書房） 1951
- 『ロシア 過去と現在』（バーナード・ペアズ、岩波新書） 1952
- 『秘史朝鮮戦争』（I・F・ストーン（英語版）、新評論社） 1952
- 『人生の見方・考え方』（オーヴァストリート、創芸社） 1953
- 『アメリカ逆コース』（I・F・ストーン、新評論社） 1953
- 『米・ソは話しあえる』（カール・マルザーニ、東京大学出版会） 1953 - 1954
- 『ラッセル短篇集』（ラッセル、中央公論社） 1954
- 『平和的共存』（A・ロスシユタイン、岩波書店、時代の窓） 1955
- 「わが母マリー・キュリーの思い出」（イレーヌ・キュリー、筑摩書房、世界ノンフィクション全集08） 1956
- 『長い歩み 中国の発見』（シモーヌ・ボーヴォワール、大岡信共訳、紀伊国屋書店） 1959
- 『古代アフリカの発見』（バズル・デヴィッドソン、紀伊国屋書店） 1960
- 『ナチスの時代 ドイツ現代史』（H・マウ, H・クラウスニック、岩波新書） 1961
- 『60年代のソ連 未来を約束する東方の国』（W.G.バーチェット、岩波新書） 1962
- 『ブラックマザー アフリカ / 試練の時代』（バズル・デヴィドソン、理論社） 1963
- 『誰がケネディを殺したか』（トーマス・ブキャナン、文芸春秋新社、ポケット文春） 1964
- 『ドゴール裁判』（アルフレッド・ファブル=リュス、文芸春秋新社） 1964
- 『アフリカ史案内』（バズル・デヴィドソン、岩波新書） 1964
- 『政治家の終り』（ジャン・バレー、竹内書店） 1965
- 『アンナ・ルイズ・ストロング自叙伝』（アンナ・ルイズ・ストロング、東邦出版社） 1966
- 『ダラスの紅いバラ』（ネリン・E・ガン、筑摩書房、現代世界ノンフィクション全集） 1967
- 『世紀の大行進』（ジョン・ガンサー 、集英社） 1967 、のち改題『天皇・FDR・マッカーサー』（集英社文庫）
- 『ドゴール』（アレクサンダー・ワース、 紀伊国屋書店、二十世紀の大政治家） 1967
- 『毛沢東の中国 』（K・S・カロル、読売新聞社） 1967
- 『ふたたび朝鮮で』（W・G・バーチェット、紀伊国屋書店） 1968
- 『現代史の目撃者』（デーヴィド・ブラウン, W・リチャード・ブルナー、読売新聞社） 1968
- 『ホー・チミン語録 民族解放のために』（ベルナール・B・ファル編、河出書房新社、ワールド・ブックス） 1968
- 『アンコールの廃墟』（R・J・ケーシー、大陸書房） 1968
- 『解放戦線はなぜ強い』（W・G・バーチェット、読売新聞社） 1968
- 『都市の内幕』（ジョン・ガンサー、タイムライフインターナショナル） 1969
- 『プラハの春』（パーベル・ティグリット、読売新聞社） 1969
- 『21世紀の社会主義』（ロジェ・ガローディ、読売新聞社） 1970
- 『ラスプーチン』（コーリン・ウイルソン、読売新聞社） 1970
- 『ロシア 希望と懸念』（アレクザンダー・ワース、紀伊国屋書店） 1970
- 『犠牲者たち ベトナム192高地虐殺事件』（ダニエル・ラング、草思社） 1970、のち改題『戦争の犠牲者たち』
- 『海運王オナシス』（イエステン、筑摩書房） 1978.4

## 参考
- 「世界平和アピール七人委員会：新委員に井上・伏見氏 - 反核で近く首相に要請」(内山市は事務局長)
- 『フランス現代史』著者略歴

## 註
1. ↑  『文藝年鑑』1965年
2. ↑  本多「わが青春の唯物論体験」『社会科学の方法』1980年9月
3. ↑  宮田昇『図書館に通う』102p
4. ↑  「読売「山内基金」 東京・葛飾盲学校へ」「読売新聞」1987年11月29日

| スタブアイコン | サブスタブ | この項目は、まだ閲覧者の調べものの参照としては役立たない、文人（小説家・詩人・歌人・俳人・作詞家・作家・放送作家・随筆家（コラムニスト）・文芸評論家）に関連した書きかけの項目です。この項目を加筆・訂正などしてくださる協力者を求めています（P:文学/PJ:作家）。 |